# Dimitrie P. Vioreanu
Dimitrie Paul Vioreanu (1831-1881) fue un jurista, político y profesor rumano.

## Biografía
Nacido en 1831, hizo sus estudios en Rumania y los finalizó en el extranjero. Fue profesor de derecho en la facultad desde su fundación hasta 1881 y ocupó el cargo de ministro de Justicia del 15 de agosto al 11 de octubre de 1863, luego del 2 de febrero al 20 de abril de 1870 y finalmente del 5 de abril al 22 de abril de 1876. De nuevo en el poder judicial, fue fiscal general del Tribunal de Casación hasta octubre de 1881, cuando falleció. Publicó Munca și functionarismul (1878) y Despre sistema electorala (1879).